# Blut und Boden
 (août 2017).
Si vous disposez d'ouvrages ou d'articles de référence ou si vous connaissez des sites web de qualité traitant du thème abordé ici, merci de compléter l'article en donnant les références utiles à sa vérifiabilité et en les liant à la section « Notes et références ».

Devise du Reichsnährstand sous l'aigle du parti NSDAP et sur la croix gammée avec une épée et un épi.

L'idéologie Blut und Boden [ˈbluːt ʊnt ˈboːdn̩] (« le sang et le sol », en abrégé : BluBo) considère l'ascendance (Blut, le sang) et le sol (en tant que source de nourriture par l'agriculture et en tant qu'habitat naturel), et par extension la paysannerie comme origine raciale essentielle du peuple allemand. Elle s'est construite à partir des théories racistes et pangermanistes qui se sont développées à la fin du XIXe siècle en Allemagne, et a constitué un élément central de l'idéologie nationale-socialiste.
Cette idéologie peut être considérée comme une des sources des crimes de guerre nazis, en affirmant que l'origine raciale est à la base de la nation allemande, et en justifiant son maintien et son expansion par la destruction d'autres peuples et l'appropriation de leurs territoires.
La traduction immédiate de cette idéologie dès les premiers lendemains de l'opération Barbarossa fut effectuée par la planification stratégique désignée sous le terme de Generalplan Ost.

## Origine
L'expression Blut und Boden apparaît dès 1922 dans Le Déclin de l'Occident d'Oswald Spengler, où il évoque un « combat du sang et du sol contre une forme d'hybride interne entre l'homme et l'animal ». L'image fut ensuite reprise par August Winnig, dans un texte de 1926 intitulé Libération et dans le livre Das Reich als Republik (1928), à chaque fois au début de la même phrase : « Le sang et le sol sont le destin du peuple allemand ».
À la fin des années 1920, Blut und Boden était le nom d'un périodique affilié aux Artamans, rédigé par August Georg Kenstler (de).
Ce n'est qu'à partir de 1930 que l'expression devient un concept central de l'idéologie nazie, avec le livre La Race - Nouvelle noblesse du sang et du sol de Walther Darré, alors membre des Artamans, dans lequel il essaye de démontrer qu'il existe une relation spécifique entre les politiques raciales, économiques et agricoles.

## Utilisation
En juillet 1932, Walther Darré affirme dans la revue Politique agricole allemande : « Nous voulons que le sang et le sol constituent à nouveau le fondement de la politique agricole allemande ». Lui-même impliqué dans l'élaboration des politiques agricoles du Troisième Reich dès son accès au pouvoir, l'idéologie Blut und Boden est transcrite dans la loi allemande sur l'héritage qui établit dès septembre 1933 une exploitation patrimoniale des terres (« Erbhof » en allemand). Les deux premières phrases de cette loi affirment la protection de la paysannerie allemande : « Conformément à l'ancienne tradition de l'hérédité allemande, le Reich reconnaît dans la paysannerie la source du sang du peuple allemand. Les fermes doivent être protégées contre la faillite et le fractionnement dus à la transmission par héritage, afin qu'elles restent la possession héréditaire du peuple, aux mains de paysans libres. » [réf. souhaitée] Et plus loin : « En tant que citoyens allemands, les paysans sont forcément de sang allemand ou d'un équivalent honorable. »
L'idéologie nazie Blut und Boden suppose que chaque ethnie est associée à un territoire ou une zone géographique déterminée, que le sang est en quelque sorte lié au sol. Ce n'est qu'à cet endroit qu'elle pourra pleinement épanouir sa personnalité et exprimer la pleine nature de sa nation. Cette hypothèse ne serait donc pas justifiée par des facteurs socio-culturels mais par un « esprit du temps biologique ».

## Blut und Boden Dichtung
La Blut und Boden Dichtung (« poésie du sang et de la terre ») est un courant littéraire allemand - le seul autorisé sous le Troisième Reich - exaltant une race rurale supérieure et homogène dans des romans agricoles ou coloniaux.

## Dérivés
Le cri Blood and Soil chanté par les groupes proches du Ku Klux Klan, notamment pendant la Manifestation Unite the Right de 2017 à Charlottesville est directement inspiré du slogan nazi Blut und Boden.